# Embalse de Oliana
El embalse de Oliana pertenece al río Segre. La presa está situada entre los municipios de Oliana y Peramola, y el embalse se extiende por los términos de Oliana, Peramola y Coll de Nargó, en la comarca del Alto Urgel.
El embalse fue construido por las Fuerzas Hidroeléctricas del Segre, aprovechando el Grau de Oliana, un escalón rocoso que salva un desnivel y que, en este caso, está entre dos sierras.
La capacidad del pantano es de 101 hm³. El salto, con una potencia instalada de 42 MW
(en otros lugares consta una potencia de 37,8 MW), produce en años normales 100 millones de kWh. Otra finalidad del pantano es regular el caudal del río y asegurar el caudal del Canal de Urgel en verano. El canal surge a unos 35 km aguas abajo.

## Historia
El proyecto de construcción es de 1935, pero las obras no se inician hasta 1946, modificando el proyecto inicial. En 1953, una fuerte tormenta retrasa las obras, que se acaban en 1956. El pantano se inaugura oficialmente el 30 de junio de 1959.
Para aumentar la capacidad del pantano, que se muestra insuficiente ante las necesidades del Canal de Urgel, en 1999 se inaugura el embalse de Rialb, que deja las poblaciones de Peramola y Oliana entre los dos pantanos.
En la parte posterior del embalse hay un interesante humedal, denominado Cola del embalse de Oliana, de unas 50 hectáreas de superficie, formado en un meandro del pantano que recibe las aguas del río de Perles.